# Миролюбов (посёлок)
Миролюбов (укр. Миролюбів, до 2016 г. — Жовтневое) — посёлок в Лугинском районе Житомирской области Украины.

## История
В январе 1989 года численность населения составляла 1060 человек.
На 1 января 2013 года численность населения составляла 619 человек.
Основное предприятие пгт: Озерянский торфозавод, филиал предприятия «Житомирторф». К предприятию подведена железная дорога, предназначенная только для грузовых перевозок. Расстояние по этой дороге от завода до станции Белокоровичи — 24 км.

## Транспорт
Ближайшая ж/д станция: Белокоровичи. Находится в 21 км от посёлка.